# Emma Albertazzi

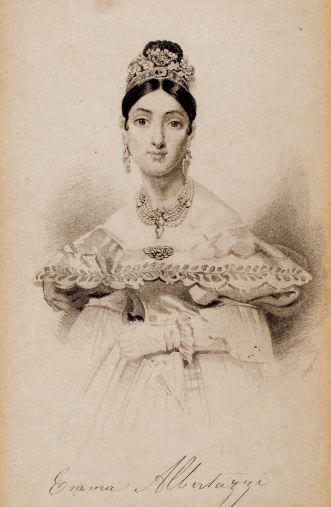
Emma Albertazzi (undatiert)

Emma Albertazzi (* 1. Mai 1815 in London als Emma Howson; † 25. September 1847 ebenda) war eine britische Opernsängerin (Alt).

## Leben
Emma Howson kam 1815 als Tochter des Musiklehrers Francis Howson (1784–1863) und dessen Ehefrau Sarah († 1839) in London zur Welt. 1822 wurde sie in Westminster getauft. Ursprünglich als Pianistin ausgebildet, ging sie 1928 in London bei Andrea Costa als Sängerin in Lehre. Dort traf sie auf einen Mitstudenten namens Francesco Albertazzi, den sie 1829 in Westminster heiratete. Im gleichen Jahr debütierte sie in London in den Argyll Rooms als Sängerin; ein Jahr später folgte im King’s Theatre ihr Debüt auf der Opernbühne. Dort machte sie sich in Alt-Partien, unter anderem als Pippo in Rossinis La gazza ladra, einen Namen.  Wenig später reiste sie nach Mailand und nahm dort weiteren Unterricht. Ein Auftritt am Teatro della Canobbiana in Pietro Generalis Oper Adelina im Jahr 1832 verlief so erfolgreich, dass sie von der Scala für mehrere Auftritte engagiert wurde. Dort wurde sie zudem von Giuditta Pasta gefördert.
Von 1833 bis 1835 war Albertazzi an einem Opernhaus in Madrid engagiert, von 1835 bis 1842 stand sie in Paris unter Vertrag. Parallel hatte sie auch Auftritte am Londoner Her Majesty’s Theatre, dem früheren King’s Theatre. Dort sang sie unter anderem im Juli 1838 in der Uraufführung von Michael William Balfes Falstaff den Part der Annette Page. Bald danach von ersten Stimmprobleme geplagt, reiste sie zurück nach Italien und gab dort Konzerte in Mailand, Padua und Triest. Im November 1845 gastierte sie für zwei Auftritte in Wien. Ein letztes Konzert in London gab sie 1846. Dort sang sie im Oktober 1846 im Princess’s Theatre in der Premiere von Edward Loders The Night Dancers die Partie der Hauptrolle Giselle. Im zweiten Akt fing ihr Musselinkleid Feuer und Albertazzi entkam nur, weil Heldentenor Henry Robinson Allen und mehrere Bühnenarbeiter das brennende Stoffstück schnell entfernen konnten. Ein Jahr später starb Albertazzi 32-jährig im Londoner Stadtteil Marylebone an „rapider Schwindsucht“ und wurde auf dem Nunhead Cemetery in Southwark begraben. Ihre fünf Kinder hinterließ sie mittellos.